# Qu Bo
Qu Bo (曲波), ursprungligen Qu Qingtao, född 1923 i Longkou, Shandong, död 2002 i Peking, var en kinesisk författare.
Qu Bo deltog i andra kinesisk-japanska kriget och kinesiska inbördeskriget vilket bildade bakgrund till flera av hans romaner. Han är mest känd för sin första bok Spår i den snöiga skogen (林海雪原, 1957) som var en av sin tids mest populära romaner i Kina. Den har översatts till flera språk, bland annat engelska, ryska, japanska, norska och arabiska.